# Castillo de Sherwana
El castillo de Sherwana también conocido como el castillo de Shirwanah, se encuentra en Kalar, en la región de Kurdistán, al norte del país asiático de Irak. Denominado también castillo de «Qal’at Širwana», su construcción se remontaría al siglo XVIII.